# Kixx
Kixx는 2005년 출시된 GS칼텍스의 윤활유 브랜드다. 2005년 승용차, 상용차, 오토바이용 제품을 다루는 자동차용 윤활유 브랜드로 시작했으며, 2017년에는 슬로건 'All Ways with You'를 발표하며 '자동차용'과 '산업용' 윤활유 제품 모두를 포괄하는 윤활유 브랜드로 체계를 재정립했다.

## 연혁
- 2005년 - Kixx, 자동차용 윤활유 브랜드 출시
- 2007년 - 여수 Base Oil 공장 완공(일산 1만6천배럴)
- 2010년 – 인도법인 설립
- 2012년 – 모스크바지사
- 2017년 – 윤활유 브랜드 Kixx 체계 재정립 및 슬로건 발표 (All Ways with You)
- 2020년 – 하이브리드 차량용 엔진오일 Kixx HYBRID 출시
- 2021년 – 전기차용 윤활유 Kixx EV 출시
- 2022년 – 식물 유래 엔진오일 Kixx BIO1, 생분해 유압유 Kixx RD BIO, 생분해 기계톱용 윤활유 Kixx Chain BIO, 친환경 냉매용 냉동기유 Kixx RF P85 출시

## 수상내역
- 2023년 – 소셜아이어워드(Social i-Award) 페이스북 최고대상 및 제품브랜드 블로그분야 대상
- 2017 ~ 2023년 – 대한민국 퍼스트 브랜드 대상 보관됨 2023-08-30 - 웨이백 머신, 윤활유 부문 1위

## 슬로건
2017년 자동차용 윤활유와 산업용 윤활유를 모두 포괄하며 Kixx는 이를 표현하는 브랜드 슬로건 ‘All Ways with You’를 발표했는데, 이는 고객이 향하는 모든 길, 산업과 일상 속 모든 순간과 함께 하고자 하는 브랜드의 의지를 담아낸 것이라고 한다.

## 대표 제품
출시 20년만에 브랜드 리뉴얼을 감행하여, 2025년 제품명이 대대적으로 바뀌었다.

### 자동차용 윤활유
- 승용차용 엔진오일 – Kixx PAO 100, Kixx PAO, Kixx GX7, Kixx GX5, Kixx BIO, Kixx GX9 Diesel, Kixx GX7 Diesel, Kixx GX5 Diesel, Kixx GX5 LPG
- 상용차용 엔진오일 – Kixx DX9 PAO 15W-40, Kixx DX9 Euro, Kixx DX5 CH-4/E7, Kixx DX5 CNG

### 산업용 윤활유
- 유압유 – Kixx RD LZ
- 그리스 – Kixx Grease Liplex, Kixx Grease EP
- 기어유 – Kixx Gear EP
- 터빈유 – Kixx Turbine
- 압축기유 – Kixx Compressor P, Kixx Compressor S

## 같이 보기
- GS칼텍스